# Fight Rap
Fight Rap è un singolo del rapper italiano Mondo Marcio, pubblicato il 31 luglio 2012 come primo estratto dal sesto album in studio Cose dell'altro mondo.

## Descrizione
Undicesima traccia dell'album, il testo di Fight Rap contiene alcune frasi provocatorie rivolte a diversi rapper italiani nominati esplicitamente, tra i quali Fabri Fibra, Frankie hi-nrg mc, Salmo e altri, mentre ne elogia alcuni come Vacca e Caparezza. Al riguardo, lo stesso Mondo Marcio ha commentato:

## Video musicale
Il videoclip è stato pubblicato il 3 agosto del 2012, due mesi prima dell'uscita dell'album. Nel video viene parodiato il film Fight Club.

## Tracce
1. Fight Rap – 3:36